# 和勝義
「和勝義」是香港三合會「和字頭派系」下的一個分支堂口。紥根於澳門、香港的荃灣及葵涌地區。

## 歷史

### 工會成立
「和勝義」成立於1937年，源自「勝義鐵匠三會」。部分成員來自「和友和」的內訌後轉會組成，並吸納了大角嘴、旺角及油麻地一帶的建築打鐵工人、油漆工人、三行工人與茶樓工人入會。主要從事勒索茶樓及食店保護費、營運賭檔及色情架步。其下工人曾以「鐵匠三會」名稱向香港當局註冊，1955年該會被指為三合會組織，於是註冊被撤銷。

### 九龍十八虎
1950至60年代，「和勝義」是九龍黑幫中舉足輕重的一支，並參與成立了跨幫派聯盟「九龍十八虎」。此聯盟網羅來自九龍區「和安樂」、「和勝和」、「和勝義」、「和義堂」、「14K」、「東聯社」及「同新和」的十八位高層，包括坐館、揸數及二路元帥，燒黃紙結拜，共同壓制其他敵對幫派與警方，協調九龍區地下黃賭毒產業。當中，「和勝義」元老黑仔耀曾任「和字頭派系」的二路元帥，大班球則為油麻地話事人，嚴海更是「和勝義」創幫核心，三人皆為「九龍十八虎」成員。

### 參與雙十暴動
1956年，香港爆發雙十暴動，「和勝義」與「和安樂」、「和利和」及「14K」等幫派參與其中，導致嚴重暴力事件。暴動後，港英政府大規模遞解了600多名曾參與雙十暴動的黑幫成員，其中「和勝義」與「和安樂」的頭目，選擇了澳門作為落腳點，積極擴張勢力，建立澳門堂口，涉及販毒和賭業。
1961年，澳門本地幫派「同義」於司打口與「和勝義」交戰，最終「和勝義」勢力勝出，奪取了其澳門地盤。「和勝義」與「和安樂」、「14K」以及「聯公樂（單耳）」，合稱為六十年代後澳門四大「過江龍」新勢力。 

### 澳門「四聯體育會」結盟
1995年，澳門「和勝義」江國良（綽號石岐良）與「14K梅字堆」尹國駒（綽號崩牙駒）、「14K大圈」譚仁活（綽號四眼牛）及「和安樂」賴東生（綽號水房賴）結盟，創辦澳門「四聯體育會」。共同對抗由「14K湃𠫂」的街市偉及「新義安」聯手的外來勢力。四聯合作一直持續到2010年代。
1999年，澳門回歸前，江國良（綽號石岐良）在澳門一次大規模反黑行動中被捕，被判入獄五年半 。2004年出獄。 

### 香港近代活動
2006年，香港警方情報顯示，「和勝義」活躍於沙田、青衣、尖沙嘴、荃灣大窩口。
2016年後，「和勝義」仍然活躍於非法賭檔及販毒。警方資料顯示，其黑幫主要紥根於澳門、香港的荃灣及葵涌地區。

## 近代事件

### 搗破「和勝義」牛頭角賭檔
2002年10月，「和勝義」在牛頭角一個非法賭檔被警方搗破，警方拘捕「和勝義」「坐館」綽號「李老二」。警方情報顯示，其黑幫主要活躍於澳門、荃灣及葵涌地區。

### 「和勝義」販毒集團
2016年1月，黃大仙警區搗破「和勝義」販毒集團，拘捕6人（5男1女，51至68歲）。警方行動源於2015年9月派遣卧底調查，最終撿獲價值1500港元的四號海洛英及約7萬港元現金。